# Ehsan Hadadi
Ehsan Hadadi (persisch احسان حدادی; * 20. Januar 1985 in Teheran) ist ein iranischer Diskuswerfer. Seit 2008 ist er Inhaber des Asienrekords im Diskuswurf sowie einer der erfolgreichsten asiatischen Leichtathleten überhaupt.

## Karriere
Erste internationale Erfahrungen sammelte Ehsan Hadadi bei den Leichtathletik-Asienmeisterschaften 2003 in Manila, bei denen er mit 54,40 m den achten Rang erreichte. Zudem wurde er bei den Juniorenasienmeisterschaften in Bangkok Vierter. Im Jahr darauf siegte er mit dem etwas leichteren Diskus sowohl bei den Juniorenasienmeisterschaften in Ipoh mit 62,24 m sowie bei den Juniorenweltmeisterschaften in Grosseto, bei denen er den Diskus auf 62,14 m warf. 2005 gewann er bei den Islamic Solidarity Games in Mekka mit 58,66 m die Bronzemedaille und siegte anschließend erstmals bei den Asienmeisterschaften in Incheon mit einem Wurf auf 65,25 m. Zudem siegte er mit 63,63 m bei den Westasienspielen in Doha. 2006 wurde er beim Leichtathletik-Weltcup 2006 in Athen mit 62,60 m Zweiter hinter dem Litauer Virgilijus Alekna. Anschließend gewann er bei den Asienspielen in Doha mit 63,79 m die Goldmedaille. 2007 wurde er erneut Asienmeister in Amman und bei seiner ersten Weltmeisterschaftsteilnahme in Osaka erreichte er mit 64,53 m den siebten Platz. Am 3. Juni 2008 erreichte Hadadi in Tallinn, Estland, mit einem Wurf von 69,32 m seine persönliche Bestleistung, die gleichzeitig den aktuellen (Stand:Dezember 2018) Asienrekord darstellt. Bei den anschließenden Olympischen Spielen in Peking schied er mit 61,34 m in der Qualifikation aus.
2009 gewann er mit 64,83 bereits zum dritten Mal in Folge die Asienmeisterschaften in Guangzhou, genauso wie bei den Asienspielen ebendort, bei denen er den Diskus auf 67,99 m beförderte. Zuvor wurde er beim Leichtathletik-Continentalcup in Split mit 64,55 m Dritter. Im Jahr darauf gewann er in Kōbe mit 62,27 m erneut den Titel bei den Asienmeisterschaften und qualifizierte sich damit erneut für die Weltmeisterschaften in Daegu, bei denen er mit 66,08 m die Bronzemedaille hinter dem Deutschen Robert Harting und Gerd Kanter aus Estland. 2012 nahm er erneut an den Olympischen Spielen in London und gewann mit einem Wurf auf 68,18 m im Finale die Silbermedaille hinter dem Deutschen Harting. Daraufhin spendete er seine Medaille für krebskranke Kinder und sammelte Spenden für Erdbebenopfer in Aserbaidschan und Iran.

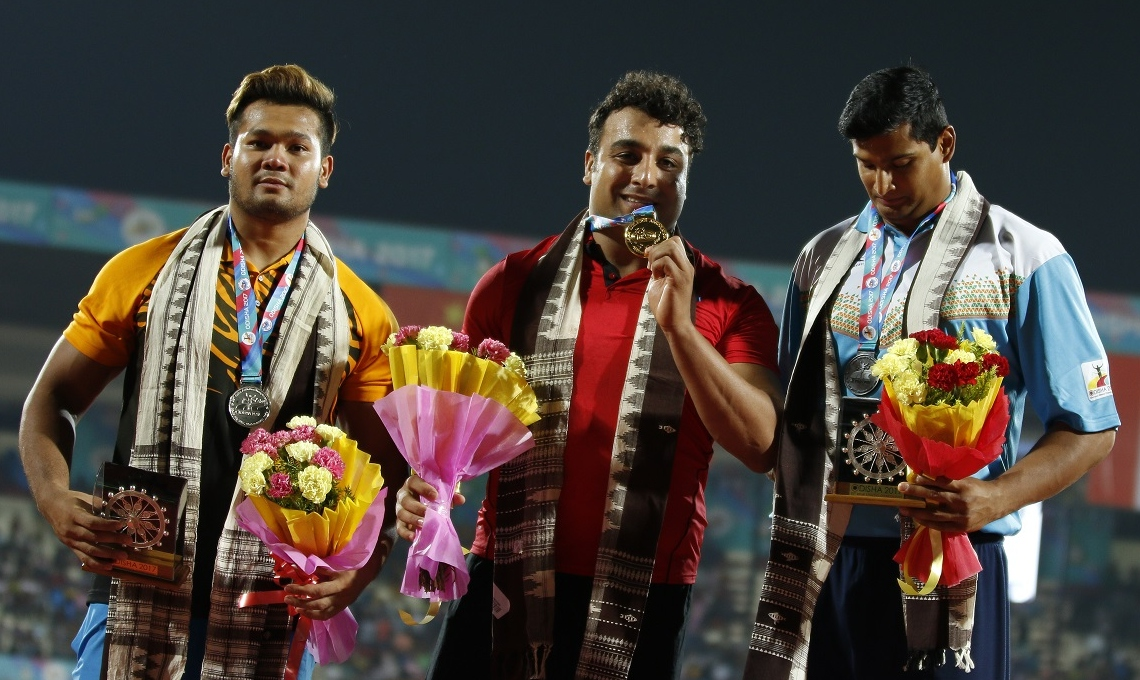
Hadadi in der Mitte bei der Siegerehrung in Bhubaneswar 2017

 2013 siegte er bei den Islamic Solidarity Games in Palembang, bei denen er 66,03 m warf. Bei den Asienspielen sicherte er sich mit 65,11 m seinen dritten Titel in Folge bei diesen Meisterschaften. 2015 musste er bei den Asienmeisterschaften in Wuhan mit keinem gültigen Versuch eine große Niederlage seit langem auf kontinentaler Eben akzeptieren. Dennoch nahm er an den Weltmeisterschaften in Peking teil, bei denen er mit 60,39 m in der Qualifikation ausschied. Auch 2016 konnte er sich bei den Olympischen Spielen in Rio de Janeiro mit 60,15 m für das Finale qualifizieren.
2017 gewann er bei den Islamic Solidarity Games mit 60,54 m die Silbermedaille hinter dem Iraker Mustafa al-Saamah und bei den Asienmeisterschaften in Bhubaneswar war er mit 64,54 m bereits zum fünften Mal siegreich. Damit erhielt er ein Freilos für die Weltmeisterschaften in London, bei denen er erneut mit 63,03 m in der Qualifikation ausschied. 2018 siegte er bei den Asienspielen in Jakarta mit 65,71 m zum vierten Mal in Folge. Im Jahr darauf siegte er im April mit neuem Meisterschaftsrekord von 65,95 m bei den Asienmeisterschaften in Doha und erhielt ein Freilos für die Weltmeisterschaften ebendort im Oktober. Bei den Weltmeisterschaften gelangte er bis in das Finale und belegte dort mit einer Weite von 65,16 m den siebten Platz. 2021 nahm er ein weiteres Mal an den Olympischen Spielen in Tokio teil, verpasste dort aber mit Saisonbestleistung von 58,98 m den Finaleinzug. 2022 belegte er bei den Islamic Solidarity Games in Konya mit 56,28 m den fünften Platz und im Jahr darauf gewann er bei den Asienspielen in Hangzhou mit 61,82 m die Silbermedaille hinter seinem Landsmann Hossein Rasouli.
In den Jahren 2012, 2022 und 2023 wurde Hadadi iranischer Meister im Diskuswurf.